# Taiji Furuta
Taiji Furuta (japanisch 古田 泰士 Furuta Taiji; * 4. August 1982 in der Präfektur Nara) ist ein ehemaliger japanischer Fußballspieler.

## Karriere
Furuta erlernte das Fußballspielen in der Universitätsmannschaft der Osaka University of Health and Sport Sciences. Seinen ersten Vertrag unterschrieb er 2005 bei Tokushima Vortis. Der Verein spielte in der zweithöchsten Liga des Landes, der J2 League. Im Oktober 2010 wurde er an den Banditonce Kobe ausgeliehen. 2007 kehrte er zu Tokushima Vortis zurück. Für den Verein absolvierte er 26 Ligaspiele. Ende 2008 beendete er seine Karriere als Fußballspieler.